# Jumellea arachnantha
Jumellea arachnantha (Rchb.f.) Schltr., 1915 è una pianta della famiglia delle Orchidacee, endemica del Madagascar e delle isole Comore.

## Descrizione

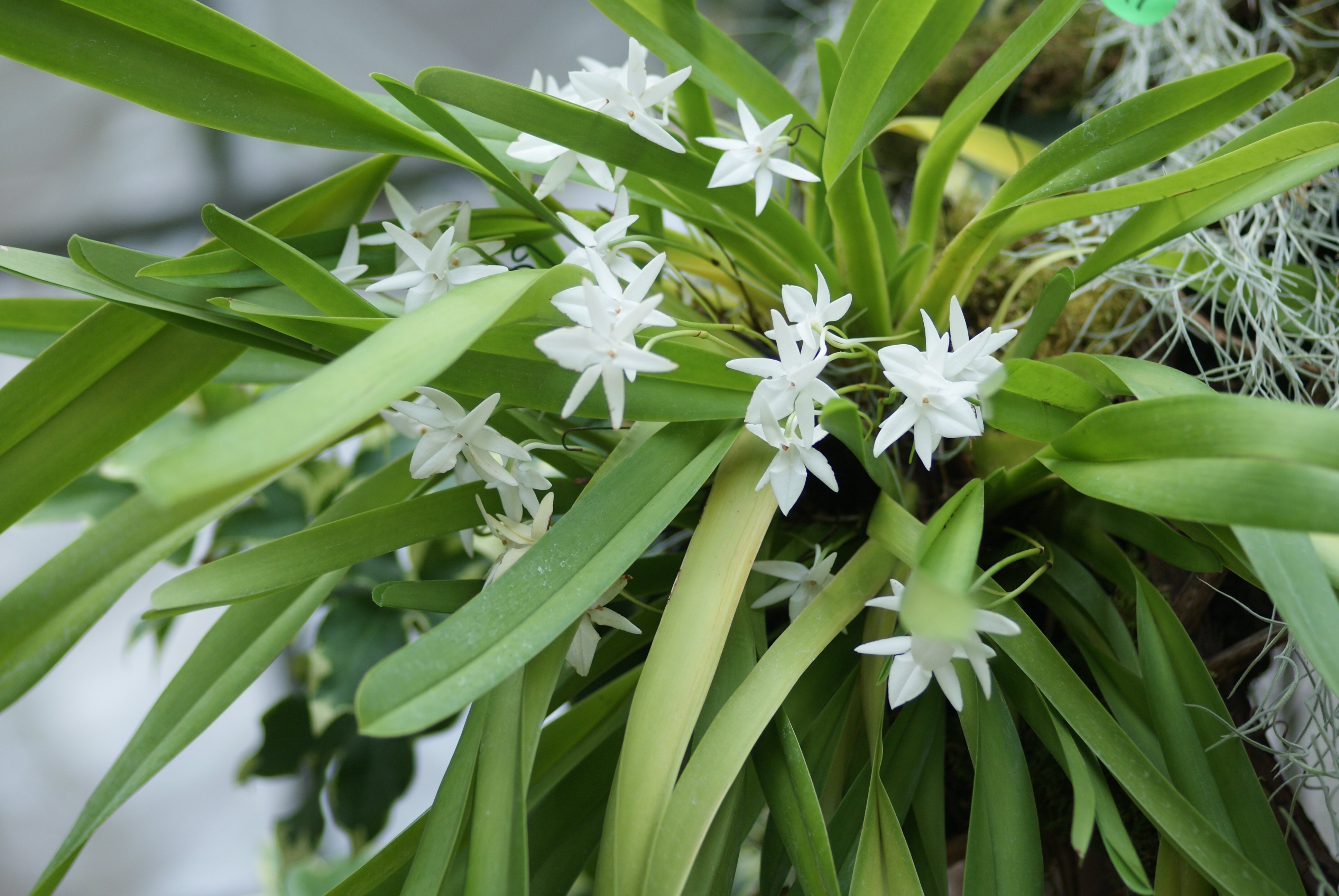

È una orchidea epifita con fusto breve o del tutto assente, che presenta foglie oblungo-lanceolate, lunghe 25–30 cm e larghe 3-3,5 cm, disposte a ventaglio; i fiori, stellati, di colore bianco, originano con lunghi steli dalle ascelle foliari e presentano sepali e petali lunghi 3–4 cm, e un labello lanceolato, dotato di uno sperone lungo 5–6 cm.; il gimnostemio contiene 2 pollinii globosi. Fiorisce in gennaio-febbraio.

## Distribuzione e habitat
La specie è presente nelle foreste montane della regione degli altipiani centrali del Madagascar e nelle isole Comore, tra 1200 e 1800 m di altitudine.

## Tassonomia
Sino al 2012 le popolazioni di J. arachnantha del Madagascar venivano considerate come appartenenti ad una specie differente (Jumellea sagittata H.Perrier, 1938). Recenti analisi molecolari hanno dimostrato che le due entità sono in realtà un'unica specie.